# Tour de Flandes 1973
El Tour de Flandes 1973, la 57.ª edición de esta clásica ciclista belga. Se disputó el 1 de abril de 1973.
El belga Eric Leman ganó por segundo año consecutivo, consiguiendo su tercera y última victoria en la prueba. Leman se impuso al esprint final a los belgas Freddy Maertens, Eddy Merckx y Willy de Geest.

## Clasificación General
| Posición | Ciclista            | Equipo                     | Tiempo     |
| -------- | ------------------- | -------------------------- | ---------- |
| 1        | Eric Leman          | Peugeot-BP-Michelin        | 6h 17' 00" |
| 2        | Freddy Maertens     | Flandria-Shimano-Carpenter | m. t.      |
| 3        | Eddy Merckx         | Molteni                    | m. t.      |
| 4        | Willy de Geest      | Rokado                     | m. t.      |
| 5        | Joop Zoetemelk      | Gitane-Frigecreme          | + 45"      |
| 6        | Walter Godefroot    | Flandria-Shimano-Carpenter | + 51"      |
| 7        | Frans Verbeeck      | Watney-Maes                | m. t.      |
| 8        | Herman Van Springel | Rokado                     | m. t.      |
| 9        | Patrick Sercu       | Brooklyn                   | m. t.      |
| 10       | Willy In't Ven      | Molteni                    | + 1' 23"   |